# La Casa Encantada (Senterada)
La Casa Encantada és un dolmen del terme de Senterada, (Pallars Jussà), declarat Bé cultural d'interès local.
Sovint és associat al poble de Pinyana, que pertany al terme municipal del Pont de Suert, a causa de la seva proximitat.

## Situació
Està situat a 1.396,3 metres d'altitud en el sector nord del terme, al límit amb el terme de Sarroca de Bellera, a l'extrem a l'extrem de llevant de la Serra de Comillini. És dalt de la carena principal que davalla de la Serra de Comillini, formant-ne el contrafort oriental que esdevé el Serrat de les Bordes.

## Descripció
Es tracta d'un sepulcre megalític de cambra d'estil pirinenc, de planta rectangular, que originalment es trobava al centre d'un gran túmul, d'uns 12 m de diàmetre, i del qual encara en queden restes que cobreixen part de l'assentament de les lloses. La cambra està orientada vers el sud-est, delimitada per tres grans lloses de conglomerat (dues laterals i una de capçalera), sobre les quals es recolza una gran llosa de coberta. A l'entrada hi ha una llosa més petita i rebaixada, que deixa un petit espai buit per a poder-hi accedir a l'interior.
El dolmen presenta unes mides exteriors de 2,25 m de longitud, 1,80 m d'amplada i 2,25 m d'alçada màxima. Els punts on la llosa de la coberta no es recolza sobre els laterals, s'han reomplert de fragments de pedra calcària i conglomerats de diferent mida, els quals semblen aportacions posteriors per aïllar la cambra del vent. El seu interior presenta un nivell de terra que es troba rebaixat fruit de l'excavació duta a terme el 1983, amb una fondària d'1,56 m, una amplada d'1,47 m a l'entrada, que s'estreny fins als 1,36 m a la capçalera i una alçada d'1,60 m. Les seves parets es troben ennegrides pel fum de les llars que s'encengueren al seu interior, en un moment en què el dolmen s'utilitzà com a refugi de pastura, moment en el qual es podrien haver col·locat les pedres afegides per taponar els buits existents entre les lloses laterals i la coberta.

## Llegenda de la Casa Encantada
Pep Coll, l'escriptor de Pessonada, recull una llegenda sobre la Casa Encantada.
Segons els vells de Pinyana, la Casa Encantada és una de les encantades que vivien a l'Estany Obert del barranc de Pinyana, que un bon dia va emprendre el camí de la serra amb una gran pedra damunt del cap, dues més a les aixelles i una altra fent de davantal. Al mateix temps, anava passant la filosa. Arribà al capdamunt del serrat del tot extenuada, i morí, quedant les pedres que duia en la forma que les veiem avui dia. A Sarroca de Bellera expliquen la mateixa història, amb alguna lleugera variant.